# Ruschia divaricata
Ruschia divaricata är en isörtsväxtart som beskrevs av L. Bol. Ruschia divaricata ingår i släktet Ruschia och familjen isörtsväxter. Inga underarter finns listade i Catalogue of Life.